# Morpheus Hotel
Koordinaten: 22° 9′ 0″ N, 113° 34′ 0,1″ O
Das Morpheus Hotel befindet sich in der chinesischen Sonderverwaltungszone Macau. Das Gebäude wurde von Zaha Hadid entworfen und befindet sich in der sogenannten City of dreams, einem Resort mit einem Casino.

## Bauphase
Im Jahr 2009 wurde die City of dreams in zentraler Lage in Macau eröffnet. 2012 stieg das Architektenbüro Zaha Hadid in das Projekt ein und entwickelte die Pläne für das Gebäude des Morpheus Hotel. Als Ziel wurde die Fertigstellung im Jahr 2018 ausgegeben. Am 15. Juni 2018 wurde das Hotel planmäßig eröffnet.

## Gebäude
Konstruktiv besteht das 160 Meter hohe Bauwerk innen aus zwei gegenüberstehenden Stahlbetontürmen, die in den unteren und oberen Geschossen miteinander verbunden sind, und außen aus einem mit Aluminiumpaneelen bekleideten Freiform-Exoskelett. Dies ermöglichte den weitgehenden Verzicht auf tragende Wände und Stützen im Innenraum. Das außen liegende Stahltragwerk ist vor der Glasfassade angeordnet. Es hat weitestgehend keine horizontale Bauteile und besteht aus Hohlprofilen. Im mittleren Teil des Gebäudes bildet das Exoskelett zwei Brücken. Zwischen diesen befinden sich drei Löcher in unterschiedlicher Form und Größe.
Nach Aussage der Architekten ist diese Form des Gebäudes von der Formensprache chinesischer Jadeschnitzkunst inspiriert. Außerdem bietet sie den Vorteil, dass ein Großteil der Zimmer mit Fenstern ausgestattet sind.
Das Gebäude wurde teilweise auf einer Fundamentierung von einem ursprünglich an dieser Stelle geplanten Gebäude errichtet. Diese hatte 35 Meter lange Pfähle mit 2,4 Meter Durchmesser. Die 3 Meter dicken Pfahlkopfplatten mussten angepasst und um Pfähle mit 2,8 Meter Durchmesser ergänzt werden. Das britische Ingenieurbüro Happold plante das Tragwerk.

## Ausstattung
Das Morpheus-Hotel ist ein Luxushotel mit modernster Ausstattung. Im unteren Bereich befindet sich ein großzügiges Atrium. In die 40 Stockwerke gelangt man mit zwölf gläsernen Hochgeschwindigkeitsaufzügen. In den Brücken im Mittelsegment befinden sich Restaurants und Bars, unter anderem wird chinesische Küche angeboten, aber auch europäische Spitzenköche wie Alain Ducasse betreiben Restaurants in dem Hotel. Die 772 Zimmer, darunter 181 Suiten und sechs Villen, wurden vom Remedios Studio aus Hongkong gestaltet. Außerdem verfügt das Hotel über eine Sammlung moderner Kunst, ein Fitnessstudio, einen Spa-Bereich sowie eine Poolanlage auf dem Dach des Gebäudes.